# Nannenus
Nannenus Simon, 1902 è un genere di ragni appartenente alla famiglia Salticidae.

## Caratteristiche
Alcuni esemplari probabilmente attribuibili a questo genere sono stati raccolti ma non ancora studiati.
Entrambi i sessi hanno pressappoco le stesse dimensioni, intorno ai 4 millimetri. La pars cephalica del cefalotorace è rivolta verso l'alto, la regione degli occhi anteriori è di colore nerastro, quella degli occhi posteriori è più chiara. Il cefalotorace ha anche una fascia laterale biancastra per ogni lato. L'opistosoma, di piccole dimensioni, è di color giallo chiaro.

## Distribuzione
Le tre specie oggi note di questo genere sono state reperite a Singapore e nelle Filippine.

## Tassonomia
A dicembre 2010, si compone di tre specie:
- Nannenus constrictus (Karsch, 1880)[3] — Filippine
- Nannenus lyriger Simon, 1902 — Singapore
- Nannenus syrphus Simon, 1902[4] — Singapore